# Hippodrome de Marrakech
L'hippodrome de Marrakech est un hippodrome situé près du haras national de Marrakech, inauguré le 7 mai 2017 après avoir été construit sur instruction de la Société royale d'encouragement du cheval (SOREC). Il reçoit théoriquement 24 réunions de courses par an.

## Histoire
L'hippodrome est inauguré le 7 mai 2017 par la SOREC, durant une série de courses de chevaux arabes, à l'occasion du Festival de S.A. Sheikh Mansoor bin Zayed Al Nahyan, qui permet l'inauguration parallèle de l'UAE Abu Dhabi Race Day. Il reçoit six courses, dont le Grand Prix Sh. Zayed bin Sultan Al Nahyan, réservée aux chevaux arabes de 4 ans et plus, sur 1900 m,. Ce dernier est remporté par le cheval Aoun, propriété du Cheikh émirati Mansour Bin Zayed Al Nahyane. 
Ce même jour d'inauguration, l'hippodrome de Marrakech reçoit trois femmes jockey,. Cette mixité n'a pas été sans poser de problèmes, car les femmes jockey ont dû s'habiller dans l'infirmerie.
Pour la troisième édition de l'UAE Race Day en avril 2019, 10 femmes jockey ont participé à une course entièrement féminine, le Prix de Son Altesse Sheikha Fatima Bint Mubarak des femmes jockeys, remporté par une Danoise, Victoria Larsen. Le prix sur 1900 m est remporté cette fois par le cheval Adi de Saint Lon, monté par le jockey Amine Moughat.
Également le grand prix d'afrique 1 ère édition en 2022,

## Description
L'hippodrome de Marrakech s'étend sur 33 hectares à la périphérie ouest de Marrakech, dans le quartier d'El Afaq. Il est voisin du haras national de Marrakech.
Des travaux de construction d'un hôtel et d'une centaine de boxes à chevaux sont prévus.

## Usages
Cet hippodrome reçoit 32 réunions de course par an, entrecoupées par des spectacles de tbourida. Il est ainsi conçu comme vitrine pour les arts équestres marocains.
La SOREC prévoit aussi d'y installer un poney club, et de l'utiliser comme point de départ de randonnées équestres.
L'installation des boxes vise à proposer aux entraîneurs de chevaux de course européens de venir s'y s'entraîner en hiver, lorsque le climat européen ne le permet pas.
Catégorie de piste : piste en sable de nouvelle génération des pistes au Maroc
Contient de 7 départ 
1000 m,1200 m,1600 m, 1800 m, 1900 m,
2300 m,2400 m et 
1450 m de longueur